# Von-Rudhart-Straße 21 (Weismain)
Das Gebäude Von-Rudhart-Straße 21 ist ein barockes Wohngebäude in der oberfränkischen Stadt Weismain. Es ist das einzige barocke Wohnhaus Weismains. Unter der Nummer D-4-78-176-67 ist das Haus als Baudenkmal durch das Bayerische Landesamt für Denkmalpflege geschützt.

## Geschichte
Das Haus wurde 1731 im Auftrag von Johann Reich errichtet, der mit seinem kostspieligen Bau an die moderne Barockarchitektur Bambergs, der Hauptstadt des damaligen Hochstift Bambergs anknüpfen wollte.

## Architektur
Das Gebäude wurde als zweigeschossiger Walmdachbau mit zwei zu vier Fensterachsen errichtet. Beide Geschosse sind architektonisch sehr ähnlich gestaltet, mit Pilastergliederung und Stockwerks- und Kranzgesims. Alle Fenster sind mit profilierten und geohrten sandsteinernen Fenstergewänden versehen, in deren Fensterbrüstungen geschwungene Putzfelder angebracht sind. Optisch besonders hervorgehoben ist die beidseitig mit Pilastern geschmückte Eingangsachse, in der sich im Erdgeschoss ein rundbogiges, profiliertes Portal befindet. Die Zwickel und der Scheitelstein sind mit Engelsköpfen geschmückt. Im Brüstungsfeld über dem Tor befindet sich ein von Akanthusblattranken gerahmtes Medaillonrelief mit goldenem Kelch und den Initialen „I R“ (vermutlich für Johann Reich) im Zentrum. Darüber ist die Jahreszahl „1731“ eingraviert. Zwischen den beiden mittleren Fenstern im Obergeschoss befindet sich eine Figurennische mit einer Immaculatafigur.